# 买合苏德·铁衣波夫
买合苏德·铁衣波夫（1909年—1991年），维吾尔族，新疆哈密人，中华人民共和国官员。

## 生平
买合苏德·铁衣波夫早年参加过新疆民众反帝联合会，并曾在乌鲁木齐汽车修理厂组建工会。1941年曾因被怀疑为共产党而入狱。1946年，陪同阿合买提江·哈斯木等人参加了中国国民党第六次代表大会。
1949年初，正值第二次国共内战末期，中国国民党在新疆的统治摇摇欲坠，迪化（今乌鲁木齐）的青年和知识分子中成立了多个秘密组织，进行宣传活动，其中以买合苏德·铁衣波夫为首的组织主要宣传解放事业，支持解放斗争。1949年，参与了新疆和平解放协议签字。
中华人民共和国成立后，当选为新疆第一届政协成员，历任新疆省公路局局长、新疆维吾尔自治区交通厅厅长、新疆维吾尔自治区政协副主席、新疆维吾尔自治区人大常委会副主任等职。此外，他还是第三届全国人大代表，第五至七届全国政协常委。
1991年，买合苏德·铁衣波夫逝世。